# 蘇茨-拉特里根
蘇茨-拉特里根是瑞士的城鎮，位於該國中西部，由伯恩州負責管轄，面積3.6平方公里，四成半土地是農業用地，海拔高度450米，2011年人口1,352，人口密度每平方公里376人。